# Opisthograptis niko
Opisthograptis niko là một loài bướm đêm trong họ Geometridae.